# Emydocephalus
Emydocephalus – rodzaj jadowitych węży morskich z rodziny zdradnicowatych (Elapidae).

## Zasięg występowania
Rodzaj obejmuje gatunki występujące w przybrzeżnych wodach morskich Azji (Wietnam, Tajwan, Filipiny, Indonezja i Japonia) oraz Australii i Oceanii (Australia, Fidżi i Nowa Kaledonia).

## Systematyka

### Etymologia
Emydocephalus: gr. εμυς emus, εμυδος emudos „żółw wodny”; κεφαλος -kephalos „-głowy”, od κεφαλη kephalē „głowa”.

### Podział systematyczny
Do rodzaju należą następujące gatunki: 
- Emydocephalus annulatus Krefft, 1869 – żółwiogłowiec pierścieniowy[7]
- Emydocephalus ijimae Stejneger, 1898
- Emydocephalus orarius Nankivell, Goiran, Hourston, Shine, Rasmussen, Thomson & Sanders, 2020[8]